# Ancistrus tombador
Ancistrus tombador é uma espécie de bagre da família Loricariidae. É nativo da América do Sul, onde é conhecida por ocorrer em pequenos rios do estado de Mato Grosso, no Brasil.
A espécie atinge 6,3 cm e distingue-se de outros membros do gênero Ancistrus (exceto A. reisi e A. jataiensis) pela ausência de uma barbatana adiposa, que nesta espécie é substituída por uma série de plaquetas não emparelhadas que formam uma barbatana baixa crista. O epíteto específico desta espécie refere-se à Serra do Tombador, onde o exemplar-tipo foi coletado.